# Amalrico di Montfort (Canonico di York)
Amalrico di Montfort (1242 o 1243 – Italia, 1301) è stato un nobile e canonico inglese, terzo figlio di Simone V di Montfort (1208-1265), sesto conte di Leicester e conte di Chester e di Eleonora Plantageneta, figlia del re Giovanni Senzaterra.

## Biografia
Il padre di Amalrico era Simone V di Montfort, sesto Conte di Leicester, il leader dei Baroni inglesi nella seconda guerra dei Baroni. 
Simone era il figlio minore di Simone IV di Montfort quinto Conte di Leicester, un nobile francese che era stato escluso dai suoi titoli inglesi e proprietà a causa della sua fedeltà alla corona di Francia. Alla morte del padre, il giovane Simone aveva scambiato i suoi possedimenti di famiglia e i titoli francesi con il fratello maggiore per il possesso esclusivo di quelli inglesi; si è poi trasferito in Inghilterra nel 1229 per reclamarli.
Amalrico fu avviato al sacerdozio come novizio ottenendo la carica di Tesoriere della Cattedrale di York, canonico di Rouen, Évreux, Londra e Lincoln. Prestò servizio anche come cappellano del Papa.
Dopo la morte di suo padre e del fratello maggiore Enrico di Montfort alla battaglia di Evesham nel 1265 (da uomini sotto il comando dell'allora principe Edoardo, più tardi Edoardo I, anche Edoardo "Gambelunghe"), questi incarichi e rendite furono revocati il 7 agosto 1265. Una cronaca riferisce che ha rubato dal tesoro della Cattedrale parte degli undici mila marchi che lui e suo fratello Riccardo hanno portato con sé a Gravelines il 18 settembre. Amalrico fuggì in Francia con sua sorella più giovane, madre e fratelli sopravvissuti. 
Il 4 dicembre 1267 l'Arcivescovo di Rouen gli concesse una licenza per ricevere l'ordinazione da qualsiasi vescovo del continente.
Amalrico di Montfort presto iniziò a studiare medicina e teologia all'Università di Padova nel 1268, dove fu uno dei cappellani del Papa. I suoi fratelli maggiori, Guido di Montfort, conte di Nola e Simone di Montfort (il giovane) cercavano fortuna in Italia. Una svolta tragica di eventi portano allo scontro sanguinoso nel 1271 tra Guido e Simone e il loro cugino Enrico di Almain (cugino anche di Edoardo, in virtù di suo padre, re Enrico III, essendo il fratello maggiore di Eleonora d'Inghilterra e del padre di Enrico di Almain, Riccardo, conte di Cornovaglia).
Enrico di Almain, che i figli de Montfort consideravano un traditore degli ideali del padre, venne aggredito il 13 marzo 1271 durante la messa nella chiesa di San Silvestro a Viterbo e assassinato sui gradini dell'altare, con la conseguente scomunica di entrambi i figli di Montfort, Guido e Simone il giovane. Mentre Amalrico non era a Viterbo e non è stato coinvolto nell'omicidio, re Edoardo I giurò vendetta su tutti i figli di Simone V di Montfort, Amalrico incluso. Simone il giovane è morto quello stesso anno, secondo quanto riferito di febbre terzana, mentre Guido di Montfort è riuscito a fare appello al Papa (con l'aiuto di suo suocero), con conseguente suo ritorno alla Chiesa e revoca della scomunica.
In aprile del 1271 fu accusato di complicità nell'assassinio di Enrico di Cornovaglia a Viterbo, ma il vescovo e il capitolo di Padova, i medici e gli studiosi dell'Università e l'intero corpo dei frati in città, lo ha scagionato unendosi in una dichiarazione scritta che non era mai stato fuori di Padova dal mese di ottobre e che al momento dell'omicidio, il 13 marzo, era in punto di morte con febbre.
Il 19 aprile 1272 era a Roma, dove ha restituito all'abate di Montecassino tre libri di medicina che aveva preso in prestito, probabilmente per i suoi studi a Padova.
Egli si qualificava ancora tesoriere di York e il suo unico fratello superstite, Guido, pur essendo ora un fuorilegge, aveva mantenuto anche il titolo di conte di Leicester.
L'anno successivo ha tentato di ritornare in Inghilterra in compagnia di un vecchio amico di suo padre, Stefano Berksted, vescovo di Chichester, ma re Edoardo I ha rifiutato di permettere sia a Stefano che a Amalrico di mettere piede nel paese.
In ottobre 1274 Amalrico è stato citato in giudizio da Edmund Mortimer, che era stato nominato tesoriere di York al suo posto, prima del funzionario di Parigi, e sembra che lui abbia indotto il Papa a minacciare Edmund con la scomunica. Un anno dopo sembra essere stato in questione per la revoca delle censure papali che ancora erano in vigore, basate sulla memoria di suo padre.
Nel 1275, dopo la morte di sua madre all'Abbazia di Montargis, Amalrico, allora cappellano papale, ha accompagnato sua sorella minore Eleonora di Montfort in un viaggio in mare d'inverno (fine 1275 -inizio 1276) diretti in Galles per sposare il principe di Galles Llywelyn ap Gruffydd (nipote di Llywelyn Fawr). Intercettati in mare, vicino alle isole Scilly, dai mercenari al servizio del divenuto re Edoardo I, Amalrico e Eleonora furono presi prigionieri.
La prigionia di Eleonora era dolce e relativamente di breve durata, circa tre anni, fino al 1277, anno del trattato di Aberconwy. Si era sposata con il principe Llywelyn a spese del re Edoardo I nel 1278, a Amalrico soggiornò «senza rigore» nel Castello di Corfe e successivamente nel Castello di Sherborne. Amalrico era sospettato dal re Edoardo di omicidio e tradimento e fu tenuto in prigione per sei anni. Dopo le richieste del Papa, del principe Llywelyn e dell'arcivescovo di Canterbury John Peckham, il 21 aprile 1282 Amalrico fu rilasciato dopo giuramento a Londra di non tornare in Inghilterra, a meno che invitato dal re.

Dopo il suo rilascio, Amalrico tornò in Francia, senza mai più vedere sua sorella, che morì di parto, in quello stesso anno, pochi mesi prima della morte di suo marito Llewylyn e l'annessione del nord del Galles alla corona inglese.
Scrisse al re da Arras il 22 maggio 1282, ringraziandolo per la sua grazia, promettendo fedeltà, e chiedendo la libertà per recuperare i suoi diritti come 'da procedure di legge in Inghilterra'.
La richiesta venne rifiutata o ignorata; nel dicembre 1284 iniziò una causa al Tribunale di Roma contro Edmondo Plantageneto, I conte di Lancaster, fratello del re, per la restituzione della sua eredità. 
Era a Parigi di nuovo il 18 giugno 1286.
Gli venne riferito della morte di suo fratello Guido, avvenuta nel 1287-8. 
Amalrico poi rinunciò ai suoi ordini religiosi e diventò un cavaliere. Si dice che abbia vissuto almeno fino al 1292. Era in ogni caso l'ultimo superstite maschio della sua famiglia; il quinto fratello, Riccardo, che lo aveva accompagnato in esilio nel 1265, è morto in Francia poco dopo. Morì poco dopo in Italia, probabilmente verso il 1301.